# Schlacht bei Dunbar (1650)
Newburn – Marston Moor – Tippermuir – Aberdeen (1644) – Inverlochy (1645) – Lagganmore – Auldearn – Carlisle (1645) – Alford – Kilsyth – Philiphaugh – Aberdeen (1646) – Rhunahaorine Moss – Dunaverty – Mauchline Muir – Preston (1648) – Whiggamore Raid – Stirling (1648) – Inverness (1649) – Inverness (1650) – Carbisdale – Dunbar (1650) – Inverkeithing – Worcester – Tullich
Die Schlacht bei Dunbar (englisch Battle of Dunbar) fand am 3. September 1650 statt und wird traditionell als eine der großen Schlachten des dritten englischen Bürgerkriegs betrachtet, als Teil der Kriege der Drei Königreiche bei den konkurrierenden Ansprüchen des neuen Commonwealth of England und von Charles II. um den englischen Thron.
Karl II. war am 5. Februar 1649, sechs Tage nach der Hinrichtung seines Vaters Karl I., vom schottischen Parlament zum König von Großbritannien, Frankreich und Irland proklamiert worden. Am 3. September 1650 schlugen die Streitkräfte des englischen Parlamentes, die Roundheads, unter Oliver Cromwell die schottische Armee unter David Leslie entscheidend. Trotz dieser Niederlage dauerte der englisch-schottische Konflikt bis 1651 an. In dieser Zeit kam Karl II. nach Schottland und wurde in Scone zum König von Schottland gekrönt.
Das Schlachtfeld von Dunbar wurde 2011 von Historic Scotland in die Liste der historischen Schlachtfelder Schottlands aufgenommen.

## Hintergrund
Während des Ersten englischen Bürgerkriegs (1642–1646) mit seinen Auswirkungen auf Schottland waren das englische und das schottische Parlament gegen die „Cavaliers“ genannten Unterstützer Karls I. verbündet. Nach der Niederlage der Royalisten und der Gefangennahme Karls traten jedoch die unterschiedlichen religiösen Ansätze in den Vordergrund. Einige der Covenanters suchten eine Vereinbarung mit dem König, um die Umsetzung des Presbyterianismus in ganz Großbritannien zu erreichen. Die sogenannten Engager unter ihnen drangen 1648 mit Zustimmung des schottischen Parlaments und gegen den Willen der Church of Scotland in England ein und wurden von Cromwells New Model Army in der Schlacht von Preston geschlagen. Nach der Niederlage der Engagers ergriff die opponierende Kirk-Partei die Kontrolle über die Regierung in Schottland und erkannten, dass das englische Parlament niemals das Bekenntnis von Westminster durchsetzen werde und dass die einzige Chance, den Presbyterianismus in ganz Großbritannien durchzusetzen in dessen Annahme durch den König bestehe.
So landete Karl II. am 23. Juni 1650 in Garmouth in Moray und unterschrieb bei seiner Ankunft – trotz seiner anglikanischen und römisch-katholischen Sympathien – den National Covenant von 1638 und die Solemn League and Covenant von 1643, bevor er zum König von Schottland proklamiert wurde. Dies erzürnte den Council of State des englischen Parlaments, so sehr, dass er eine präventive Invasion Schottlands beschloss. Thomas Fairfax, der Befehlshaber der Armee, widersprach dieser Strategie gegen die schottischen Bündnispartner, die er als protestantische Brüder ansah, und trat zurück. Seine Generäle wurden von Oliver Cromwell übernommen. John Lambert wurde zum Sergeant General Major gemacht und zum stellvertretenden Oberbefehlshaber der Armee ernannt.
Als Cromwell im Juli 1650 seine Armee bei Berwick-upon-Tweed über die Grenze führte, setzte der schottische General Sir David Leslie seine bewusste Strategie fort, jede direkte Konfrontation mit dem Feind zu vermeiden. Seine Armee bestand nicht mehr aus kampferprobten Veteranen des Dreißigjährigen Kriegs, die in der Schlacht von Newburn und der Schlacht von Marston Moor das Feld erobert hatten. Viele von ihnen waren im Bürgerkrieg oder der unglücklichen Invasion von England 1648 umgekommen. Noch mehr hatten den aktiven Dienst danach quittiert, manche hatten sich der schwedischen oder französischen Armee angeschlossen. Dies bedeutete, dass eine neue Armee von den verbliebenen Veteranen aufgestellt und trainiert werden musste. Sie bestand schließlich aus etwa 12.000 Soldaten, die der englischen Armee von 11000 Mann zahlenmäßig überlegen waren. Obwohl die Schotten gut gerüstet waren, bedeutete der Zeitdruck, dass sie im Vergleich zu ihren englischen Gegnern, die seit Jahren bei Oliver Cromwell waren, schlecht trainiert waren. Leslie beschloss daher, seine Truppen hinter starken Verteidigungsanlagen in der Gegend von Edinburgh zu verbarrikadieren, und vermied, sich den Engländern zum Kampf zu stellen. Darüber hinaus verfolgte Leslie zwischen Edinburgh und der Grenze zu England eine Politik der verbrannten Erde und zwang Cromwell so, alle seine Vorräte aus England zu beziehen, wobei die meisten auf dem Seeweg über den Hafen von Dunbar ankamen.
Cromwell versuchte – ob mit dem Ziel, die Ausweitung des Konflikts zu vermeiden, oder wegen der schwierigen Umstände, in denen er sich befand – die Schotten zu überzeugen, den englischen Standpunkt zu akzeptieren: Er behauptete, dass es der König und der schottische Klerus waren, die eher seine Feinde als das schottische Volk seien, und schrieb am 3. August an die Generalversammlung der Kirche von Schottland, die er bekanntermaßen anflehte: „Ich bitte Euch, bei den Innereien Christi, haltet es für möglich, dass Ihr Euch irrt.“ Diese Klage stieß jedoch auf taube Ohren.

## Die Schlacht

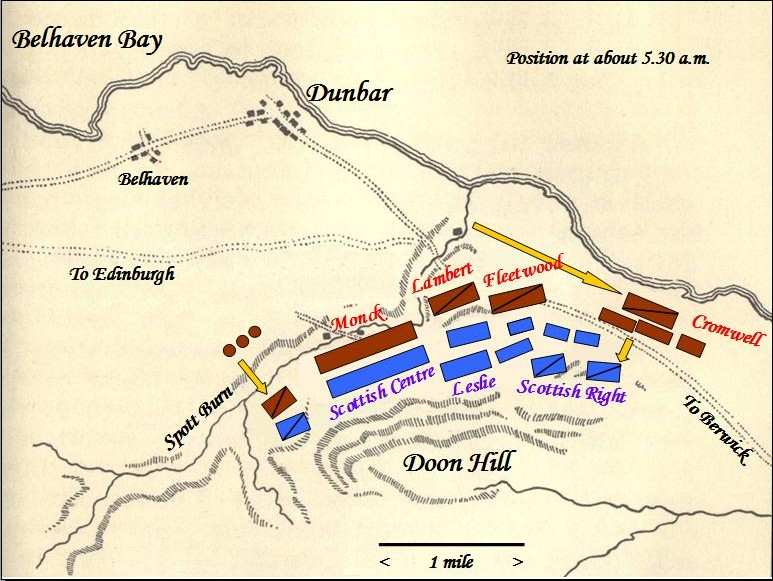
Die Aufstellung bei der Schlacht von Dunbar

Anfang September zog sich die durch Krankheit geschwächte und durch mangelnden Erfolg demoralisierte englische Armee in Richtung ihrer Versorgungsbasis Dunbar zurück. Leslie glaubte, dass die englische Armee ganz abzog, und befahl seiner Armee, ihre Verfolgung aufzunehmen. Die Schotten erreichten Dunbar als erste und Leslie stellte seine Truppen am Doon Hill am Ostrand der Lammermuir Hills., von wo aus er die Stadt und die Straße nach Berwick im Blick hatte, Cromwells Weg zurück nach England. Cromwell schrieb an den Gouverneur von Newcastle: „Wir sind vor einem sehr schwierigen Gefecht. Der Feind hat uns am Pass von Copperspath den Weg versperrt, durch den wir ohne fast ein Wunder nicht kommen können. Er liegt so auf den Hügeln, dass wir nicht wissen, wie wir ohne große Schwierigkeiten diesem Weg gehen können; und unser Lagern verzehrt täglich unsere Männer, die unvorstellbar krank werden – Cromwell“.
Die schottische Armee, beauftragt und finanziert vom Committee of Estate and Kirk, die das schottische Parlament und die Church of Scotland repräsentierten, manövrierte sich in eine neue Position, ein Schritt, der sich als großer taktischer Fehler erwies. Im eifrigen Bemühen, die steigenden Kosten der Kampagne zu senken, sollen die anwesenden Minister Leslie unter Druck gesetzt haben, mit einem Angriff weiterzumachen. Am 2. September 1650 führte er seine Armee den Doon Hill hinunter und näherte sich der Stadt, in der Hoffnung, die Straße nach Süden über den Spott Burn als Vorbereitung auf einen Angriff auf Cromwells Lager zu sichern. Als Cromwell sah, wie Leslie Männer zwischen dem tiefen Graben des Spott Burn und den Hängen der Lammermuirs hinter sich gingen, wurde ihm schnell klar, dass hier die Gelegenheit bestand, das Blatt zu wenden. Er wusste, dass ein Angriff auf die schottische rechte Flanke die linke Flanke außen vor lassen würde und dass ein erfolgreicher Stoß gegen die rechte diese zurückwerfen würde. Bei der Beobachtung des schottischen Manövers zu ihren Stellungen, soll er ausgerufen haben, vielleicht in Bezug auf Josua 10: 8: „Der Herr hat sie in unsere Hände gegeben!“
„Als Generalmajor [Lambert] und ich zum Haus des Earl of Roxburgh [Brocksmouth House] kamen und diese Stellung beobachteten, sagte ich ihm, dass ich dachte, es sei uns eine Gelegenheit und ein Vorteil gegeben, den Feind anzugreifen. Worauf er sofort antwortete, dass er gedacht habe, dasselbe zu mir zu sagen. So, dass es dem Herrn gefiel, dieses Auffassung gleichzeitig auf unsere Herzen zu legen. Wir riefen nach Colonel Monk und zeigten ihm die Sache: und als wir nachts in unser Quartier kamen und einigen der Obersten unsere Auffassung demonstrierten, stimmten sie auch fröhlich zu. - Cromwell“
In dieser Nacht, im Schutz der Dunkelheit, führte Cromwell einen großen Teil seiner Truppen heimlich in eine Position gegenüber der schottischen rechten Flanke. Kurz vor Sonnenaufgang am 3. September starteten die englischen Truppen mit ihrem Schlachtruf „The Lord of Hosts!“ einen überraschenden Frontalangriff auf die Schotten, während Cromwell die rechte Flanke einsetzte. Soldaten im englischen Zentrum und auf der rechten Seite überraschten die Männer von Leslie, wurden jedoch von den langen Piken ihrer schottischen Gegner in Schach gehalten. Die rechte Flanke der Schotten wurde – mit weniger Bewegungsfreiheit – unter dem Gewicht der überlegenen englischen Anzahl zurückgedrängt, bis ihre Linien zu zerfallen begannen. Cromwells Reiter stießen dann heftig mit der schottischen Kavallerie zusammen und es gelang ihnen, sie zu zerstreuen. Der Rest der schottischen Armee, die sich hoffnungslos zwischen Spott oder Brox Burn und Doon Hill schlängelte, verlor den Mut, brach durch die Reihen und floh. Cromwells Sekretär Rushworth schrieb: „Ich habe nie einen schrecklicheren Infanterieangriff erlebt, als von unserer Armee gegeben wurde. Allein unsere Infanterie ließ die schottischen Fußsoldaten für drei Viertel einer Meile zurückweichen. – Rushworth“.
Bei der darauffolgenden Flucht trieb die englische Kavallerie die schottische Armee in Chaos vom Schlachtfeld. Cromwell berichtete dem Parlament, dass die Verfolgung und Tötung der fliehenden Schotten über acht Meilen ging.
Cromwell behauptete, dass 3000 Schotten getötet wurden, andererseits notierte Sir James Balfour, 1. Baronet, ein führender Offizier der schottischen Armee, in seinem Tagebuch den Verlust von 800 oder 900. Ähnliches gilt für die Anzahl der schottischen Gefangenen: Cromwell beansprucht 10.000 (Cromwell schreibt in seinem Brief an das Parlament, er habe 5000 Männer verloren, weil sie verhungert, krank oder verwundet waren, während der englische royalistische Anführer Sir Edward Walker 6000 nennt, von denen 1000 kranke oder verwundete Männer schnell genesen seien). Konservativere Schätzungen der schottischen Verluste basieren auf der Tatsache, dass am Tag nach der Schlacht Leslie sich mit etwa 4–5000 seinen verbliebenen Männer auf Stirling zurückzog.

## Nachwirkungen
In seinem Bericht zur Schlacht an den Speaker des englischen Parlaments beschreibt Cromwell den Sieg als „...eine der größten Barmherzigkeiten, die Gott für England und Sein Volk getan hat...“ Infolge der Vernichtung der schottischen Armee konnte er unangefochten nach Edinburgh ziehen und es schnell besetzen, obwohl sich das Edinburgh Castle bis Ende Dezember verweigerte. Nachdem er die Solemn League and Covenant offiziell angenommen hatte, wurde Karl II. am 1. Januar 1651 in Schottland zum König gekrönt.

### Der Marsch der Gefangenen
Die in Dunbar gemachten Gefangenen mussten in einem Gewaltmarsch nach Süden Richtung England, um jeden Befreiungsversuch zu vermeiden. Die Bedingungen auf dem Marsch waren so schrecklich, dass viele an Hunger, Krankheit oder Erschöpfung starben. Als am 11. September die übrig Gebliebenen an der Durham Cathedral ankamen, in der sie eingesperrt werden sollten, lebten nur noch 3000 schottische Soldaten. Sir Edward Walkers Feststellung ist korrekt, dass 6000 Gefangene gemacht wurden und 5000 nach Süden marschierten., 2000 kamen auf dem Weg nach Durham um. Von den schätzungsweise 5000 schottischen Soldaten, die von Dunbar losgingen, starben 3500 entweder auf dem Marsch oder während ihrer Gefangenschaft in der Kathedrale, das heißt mehr als in der Schlacht selbst. Arthur Heslerig schreibt in seinem Brief vom 2. Oktober, er habe 300 Gefangene in Durham übernommen, die unterwegs in Berwick nicht gezählt worden waren. Von den 1400 Überlebenden wurde die Mehrheit schließlich als Lohnarbeiter in englische Kolonien in Neuengland, Virginia oder der Karibik gebracht.
Im September 2015 gaben Archäologen der University of Durham bekannt, dass sie nach 18-monatiger Arbeit zu dem Schluss gekommen waren, dass die in Massengräbern in der Nähe der Durham Cathedral gefundenen Skelette die Überreste schottischer Soldaten seien, die nach der Schlacht gefangen genommen wurden. Die Leichen wurden erstmals 2013 beim Bau eines neuen Cafés für die Palace Green Library der Universität entdeckt. Die archäologischen Beweise deuten darauf hin, dass die Leichen in ein Massengrab ohne Bestattungszeremonie geworfen worden waren.